# Markéta I. Dánská
Markéta I. nebo Markéta dcera Valdemara (dánsky: Margaret Valdemarsdatter, norsky: Margrete Valdemarsdotter) (1353, hrad Vordingborg – 28. října 1412) byla vládkyní Dánska (1388–1412) a regentkou Norska (1388–1412) a Švédska (1389–1412). Iniciovala vznik Kalmarské unie, která spojila skandinávské země v personální unii. V dějinách severských zemí sehrála velkou roli. Je považována za jednu z nejvýznamnějších žen světové historie.

## Jméno
Je označována jako Markéta I., aby se odlišila od dánské královny Markéty II., avšak ona sama se královnou nenazývala (kromě krátkého období v roce 1375) a nebyla jako královna korunována. Když mluvila o své vládě nad Dánskem, raději se nazývala Markéta, z vůle boží, dcera dánského krále Valdemara nebo právoplatná dědička Dánska. Ostatní jí říkali jednoduše „Paní královna“.
I v Norsku byla známa jako královna (královna choť, později královna vdova) a regentka. A jako vládkyně Švédska, byla královnou vdovou a zplnomocněnou vládkyní. Když si roku 1363 vzala norského krále Haakona VI. (syna Magnuse VII.), byl už spolukrálem Švédska (a Markéta se tedy stala švédskou královnou); i když byl Håkon později sesazen, nikdy se nevzdal svých nároků a titulu (de facto ovládal nejzápadnější provincie Švédska až do své smrti). Když tedy roku 1389 Švédové vyhnali Albrechta I., Markéta z právního hlediska jen obnovila své původní postavení.

## Královna

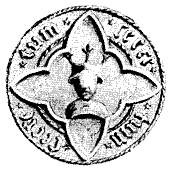
Markétina pečeť z let 1381–1403

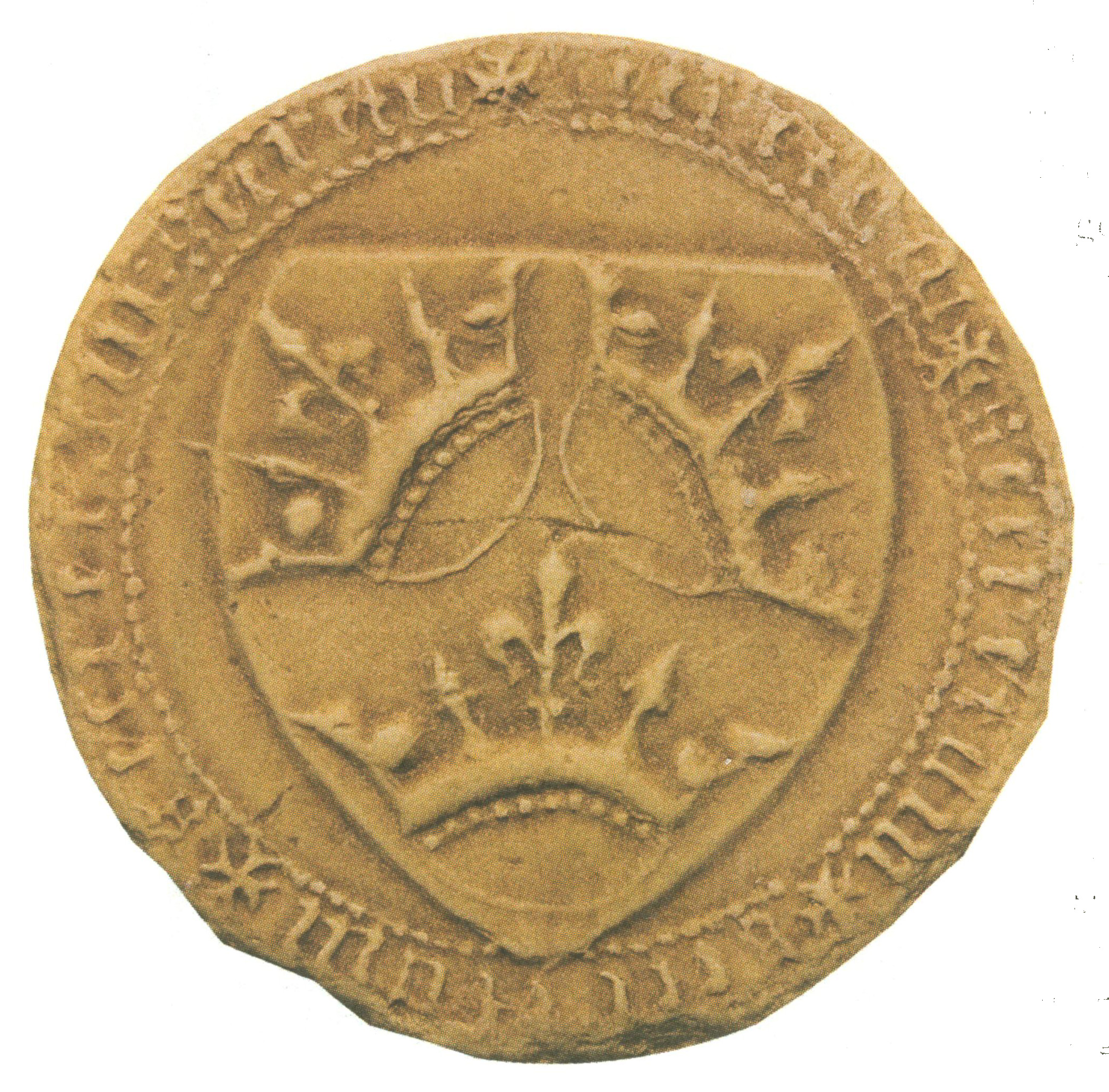
Markétina sekretní pečeť

Narodila se na hradě Vordingborg jako mladší dcera Valdemara IV. a Helvigy ze Sønderjyllandu, dcery šlesvického vévody Erika II. V dubnu 1363 byla v Kodani provdána za norského krále Haakona VI. (přestože norská šlechta si přála jinou nevěstu – Alžbětu Holštýnskou, ta však byla zadržena v dánských vodách, dokud se svatba Haakona a Markéty neuskutečnila). Markéta byla poslána do Norska ve věku 12 let, o její další výchovu se zde starala Märta Ulfsdotter, dcera svaté Birgitty.
První věcí, kterou Markéta učinila po smrti svého otce (1375), bylo zajištění zvolení jejího nedospělého syna Olafa (*1370) za dánského krále, i přes nároky Albrechta IV. Meklenburského, syna její starší, již zemřelé sestry Ingeborg. Olaf zdědil roku 1380 i norský trůn a po svém otci i nároky na trůn švédský, zemřel však předčasně jako sedmnáctiletý již v roce 1387. Následující rok začala Markéta vládnout jako regentka Dánska a Norska. Markéta již prokázala své státnické schopnosti, když získala vládu nad Šlesvickem místo hrabat z Holštýnska; tím také neustále rebelující jutská šlechta ztratila šlesvicko-holštýnskou podporu. Markéta, která se tak nemusela bát domácích nepokojů, mohla věnovat svou pozornost Švédsku, kde se šlechta začala bouřit proti králi Albrechtu Meklenburskému (ten byl švagrem její sestry Ingeborg).
Na konferenci na hradě Dalaborg v březnu 1388 přijali švédští magnáti veškeré Markétiny požadavky a zvolili ji „svrchovanou vládkyní“ s tím, že přijmou jakéhokoli následníka, kterého ona určí. 24. února 1389 byla žoldnéřská armáda krále Albrechta, který se vrátil z Meklenburska, v bitvě u Falköping poražena a Albrecht zajat. Markéta tak získala úplnou vládu nad všemi třemi zeměmi.
Stockholm, tou dobou prakticky německé město, však Markéta stále nezískala. Navíc proti Spojeným královstvím začalo Meklenbursko ve spojení se severoněmeckými hanzovními městy vést pirátskou válku. Baltské a Severní moře rychle zaplnily lodě „Zásobovacího bratrstva“ neboli vitaliánů, kteří byli původně najati, aby zásobovali obležený Stockholm potravinami. Vitalijní bratři ale záhy začali přepadávat dánské, norské i švédské lodě; později i města na pobřeží Finska a Švédska a nakonec dobyli a obsadili i ostrovy Bornholm a Gotland. Markéta musela ustoupit a na základě dohody z Lindholmu (1395) byl Albrecht propuštěn se závazkem do tří roku zaplatit výkupné 60 000 marek; Stockholm byl dán hanze do zástavy. Albrecht peníze nevyplatil a tak hanza – výměnou za obchodní privilegia – předala Stockholm v září 1398 královně.

## Erik Pomořanský
Předpokládalo se, že Markéta při první příležitosti dá královstvím krále, příbuzného všem třem dynastiím, i když v Norsku bylo stanoveno, že bude nadále vládnout po boku tohoto krále. V roce 1389 prohlásila svého tehdy sedmiletého synovce Erika Pomořanského norským králem. V roce 1396 mu byl vzdán hold v Dánsku a Švédsku, ale i tady si Markéta uchovala úřad regentky do doby Erikovy dospělosti. Aby spojila tři království ještě těsněji, svolala Markéta v červnu 1397 Riksråd (říšskou radu) tří království do města Kalmar a na Svátek nejsvětější trojice (17. června) zde byl Erik slavnostně korunován králem Dánska, Švédska a Norska. Dokument zaručoval státům zachování jejich původních území, zvyklostí a hodnostářů, což Markéta nepodporovala, neboť podle ní to bránilo úplnému sjednocení Skandinávie.
Erik záhy dosáhl plnoletosti, ale za svého života byla faktickým vládcem tří zemí Markéta.

## Politika

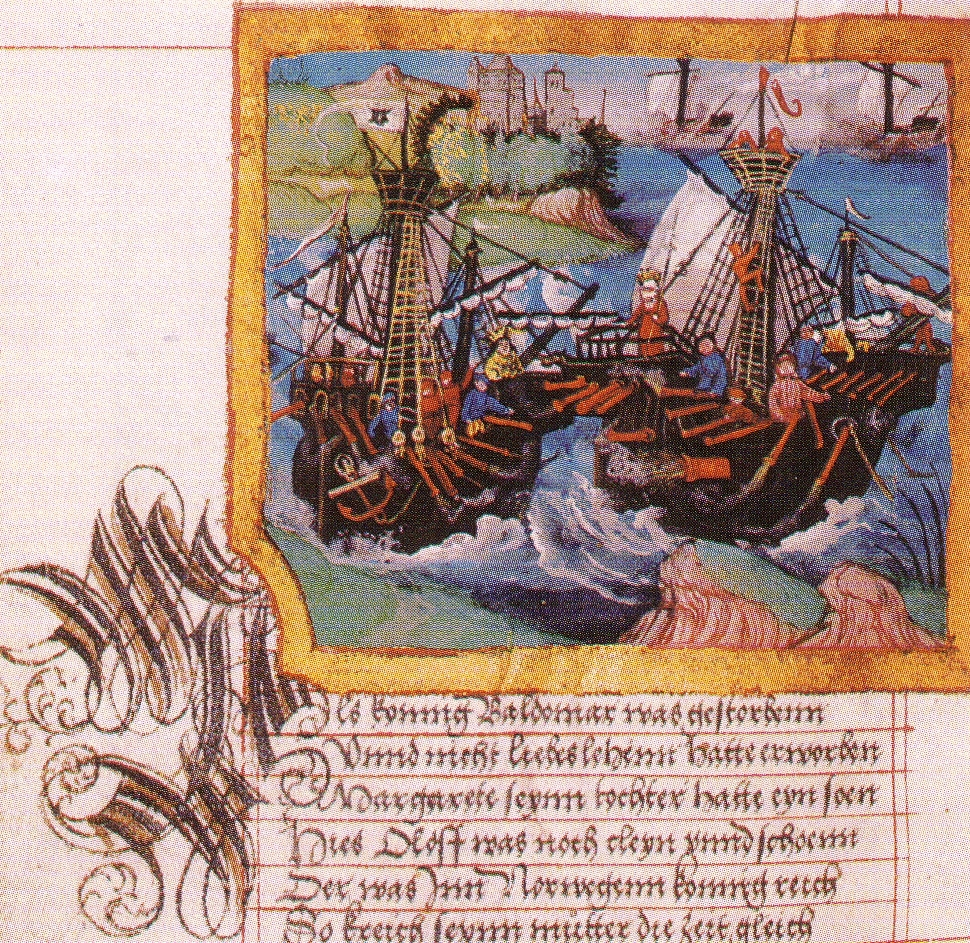
Námořní bitva mezi Markétou a Albrechtem Švédským (středověká iluminace)

Dokud nebyla unie zajištěna, tolerovala Markéta přítomnost „dobrých mužů“ všech tří království u trůnu, ale přitom jim nikdy nepředala významnější pravomoci. Nadřazenou zůstávala v každém ohledu moc královská. Moc šlechty byla značně omezena, zejména ve Švédsku, které bylo méně loajální vůči unii (a méně na Dánsku závislé) než Norsko.
Markéta plánovitě získávala pro korunu zpět statky, které dával Valdemar IV. svým stoupencům. Toto získávání statků bylo prováděno přísně a mnoho statků připadlo koruně.
Markéta také reformovala dánskou měnu, zavedla stříbrné mince místo starých a bezcenných měděných. Stále měla dostatek prostředků, z nichž část byla věnována na dobročinnost.
Zahraniční politika byla oproti smělé politice jejího otce prozíravá a rozvážná. Nejlákavější nabídky spojenectví ji nikdy nepřiměly ustoupit od jejího systému neutrality. Na druhou stranu získala velmi snadno ztracená dánská území. Koupila od Albrechta Meklenburského a Řádu Livonských rytířů ostrov Gotland a také velkou část Šlesvicka.

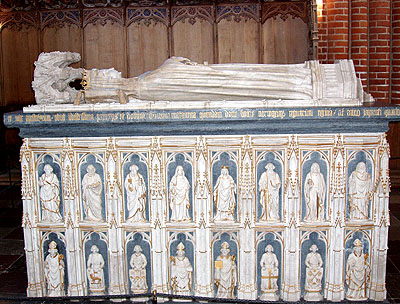
Hrobka Markéty I. v katedrále v Roskilde

Roku 1402 začala jednat s králem Anglie Jindřichem IV. o manželském spojení Anglie a severské unie. Návrh zahrnoval dvě svatby: král Erik se měl oženit s Jindřichovou dcerou Filipou a syn krále Jindřicha, toho času Princ z Walesu (později král Jindřich V.), s Erikovou sestrou Kateřinou. Anglická strana ale chtěla spolu se sňatky získat spojenectví s unií v anglických válkách, což by znamenalo účast ve stoleté válce proti Francii. Markéta vedla ale neměnnou politiku a nehodlala nechat vtáhnout své země do cizích konfliktů, Jindřichův návrh tudíž odmítla. Celý projekt ale nepadl, protože Erik se oženil s Filipou 26. října 1406 v Lundu. Spolu se svatbou byla uzavřena čistě obranná aliance mezi Anglií a Kalmarskou unií. Erikova sestra Kateřina se provdala za hornofalckého kurfiřta Jana Wittelsbacha, čímž zajistila Unii spojence na jihu Německa; její syn Kryštof byl po Erikově sesazení s trůnu v roce 1439 zvolen jeho nástupcem.

## Smrt
Markéta zemřela náhle na palubě své lodi ve flensburském přístavu 28. října 1412. Její sarkofág, zhotovený lübeckým sochařem Johanessem Jungem, je vystaven v katedrále v Roskilde blízko Kodaně. Královna zanechala katedrále velké jmění pod podmínkou, že budou za její duši slouženy pravidelně mše, avšak tato tradice v době reformace ustala. Královninu památku dnes připomíná alespoň vyzvánění zvláštním zvonem dvakrát denně.

## Vývod z předků
|                     |                                    |  |                   |                              |  |  |  |  |  |  |  | Kryštof I. Dánský |
|                     |                                    |  |                   |                              |  |  |  |  |  |  |  |                   |
|                     | Erik V. Dánský                     |  |                   |                              |  |  |  |  |  |  |  |                   |
|                     |                                    |  |                   |                              |  |  |  |  |  |  |  |                   |
|                     |                                    |  |                   | Markéta Sambiria             |  |  |  |  |  |  |  |                   |
|                     |                                    |  |                   |                              |  |  |  |  |  |  |  |                   |
|                     | Kryštof II. Dánský                 |  |                   |                              |  |  |  |  |  |  |  |                   |
|                     |                                    |  |                   |                              |  |  |  |  |  |  |  |                   |
|                     |                                    |  |                   | Jan I. Braniborský           |  |  |  |  |  |  |  |                   |
|                     |                                    |  |                   |                              |  |  |  |  |  |  |  |                   |
|                     | Anežka Braniborská                 |  |                   |                              |  |  |  |  |  |  |  |                   |
|                     |                                    |  |                   |                              |  |  |  |  |  |  |  |                   |
|                     |                                    |  |                   | Juta Saská                   |  |  |  |  |  |  |  |                   |
|                     |                                    |  |                   |                              |  |  |  |  |  |  |  |                   |
|                     | Valdemar IV. Dánský                |  |                   |                              |  |  |  |  |  |  |  |                   |
|                     |                                    |  |                   |                              |  |  |  |  |  |  |  |                   |
|                     |                                    |  |                   | Barnim I. Pomořanský         |  |  |  |  |  |  |  |                   |
|                     |                                    |  |                   |                              |  |  |  |  |  |  |  |                   |
|                     | Bohuslav IV. Pomořanský            |  |                   |                              |  |  |  |  |  |  |  |                   |
|                     |                                    |  |                   |                              |  |  |  |  |  |  |  |                   |
|                     |                                    |  |                   | Marianna Švédská             |  |  |  |  |  |  |  |                   |
|                     |                                    |  |                   |                              |  |  |  |  |  |  |  |                   |
|                     | Eufemie Pomořanská                 |  |                   |                              |  |  |  |  |  |  |  |                   |
|                     |                                    |  |                   |                              |  |  |  |  |  |  |  |                   |
|                     |                                    |  |                   | Vitslav II. z Rujány         |  |  |  |  |  |  |  |                   |
|                     |                                    |  |                   |                              |  |  |  |  |  |  |  |                   |
|                     | Markéta Rujanská                   |  |                   |                              |  |  |  |  |  |  |  |                   |
|                     |                                    |  |                   |                              |  |  |  |  |  |  |  |                   |
|                     |                                    |  |                   | Anežka Brunšvicko-Lüneburská |  |  |  |  |  |  |  |                   |
|                     |                                    |  |                   |                              |  |  |  |  |  |  |  |                   |
| 'Markéta I. Dánská' |                                    |  |                   |                              |  |  |  |  |  |  |  |                   |
|                     |                                    |  |                   |                              |  |  |  |  |  |  |  |                   |
|                     |                                    |  | Erik I. Šlesvický |                              |  |  |  |  |  |  |  |                   |
|                     |                                    |  |                   |                              |  |  |  |  |  |  |  |                   |
|                     | Valdemar IV. Šlesvický             |  |                   |                              |  |  |  |  |  |  |  |                   |
|                     |                                    |  |                   |                              |  |  |  |  |  |  |  |                   |
|                     |                                    |  |                   | Markéta z Rügenu             |  |  |  |  |  |  |  |                   |
|                     |                                    |  |                   |                              |  |  |  |  |  |  |  |                   |
|                     | Erik II. Šlesvický                 |  |                   |                              |  |  |  |  |  |  |  |                   |
|                     |                                    |  |                   |                              |  |  |  |  |  |  |  |                   |
|                     |                                    |  |                   | Jan I. Saský                 |  |  |  |  |  |  |  |                   |
|                     |                                    |  |                   |                              |  |  |  |  |  |  |  |                   |
|                     | Alžběta Sasko-Lauenburská          |  |                   |                              |  |  |  |  |  |  |  |                   |
|                     |                                    |  |                   |                              |  |  |  |  |  |  |  |                   |
|                     |                                    |  |                   | Ingeborg Birgersdotter       |  |  |  |  |  |  |  |                   |
|                     |                                    |  |                   |                              |  |  |  |  |  |  |  |                   |
|                     | Helvig Šlesvická                   |  |                   |                              |  |  |  |  |  |  |  |                   |
|                     |                                    |  |                   |                              |  |  |  |  |  |  |  |                   |
|                     |                                    |  |                   | Gerhard I. Holštýnský        |  |  |  |  |  |  |  |                   |
|                     |                                    |  |                   |                              |  |  |  |  |  |  |  |                   |
|                     | Jindřich I. Holštýnsko-Rendsburský |  |                   |                              |  |  |  |  |  |  |  |                   |
|                     |                                    |  |                   |                              |  |  |  |  |  |  |  |                   |
|                     |                                    |  |                   | Alžběta Meklenburská         |  |  |  |  |  |  |  |                   |
|                     |                                    |  |                   |                              |  |  |  |  |  |  |  |                   |
|                     | Adelheid Holštýnská                |  |                   |                              |  |  |  |  |  |  |  |                   |
|                     |                                    |  |                   |                              |  |  |  |  |  |  |  |                   |
|                     |                                    |  |                   | Vilém z Bronkhorstu          |  |  |  |  |  |  |  |                   |
|                     |                                    |  |                   |                              |  |  |  |  |  |  |  |                   |
|                     | Heilvig z Bronckhorstu             |  |                   |                              |  |  |  |  |  |  |  |                   |
|                     |                                    |  |                   |                              |  |  |  |  |  |  |  |                   |
|                     |                                    |  |                   | Ermengarda z Randerodu       |  |  |  |  |  |  |  |                   |
|                     |                                    |  |                   |                              |  |  |  |  |  |  |  |                   |